# Didelphis marsupialis
Didelphis marsupialis (Опосум північний) — вид ссавців з родини Опосумові (Didelphidae).

## Поширення
Країни поширення: Аргентина; Беліз; Болівія; Бразилія; Колумбія; Коста-Рика; Еквадор; Сальвадор; Французька Гвіана; Гватемала; Гаяна; Гондурас; Мексика; Нікарагуа; Панама; Парагвай; Перу; Суринам; Тринідад і Тобаго; Венесуела. Він може бути знайдений до 2000 м над рівнем моря. Цей вид добре переносить широкий спектр середовищ існування, в тому числі дощові ліси і субтропічні ліси, штучні ліси і околиці населених пунктів, де харчується сміттям. Цей вид не живе на екстремальних висотах або у вкрай посушливих зонах.

## Морфологія
Кремезний. Хутро з довгими остьовим волоссям, що надає цим тваринам дещо розпатланий вигляд. Їх спинна шерсть часто темна, зазвичай чорнувата або сірувата, але в рідкісних випадках може бути білуватою. Черевне хутро жовте або кремове. На обличчі хутро, перш за все, білувате і є темна смуга від маківки до переднісся і чорні кільця навколо обох очей. Вуха великі й повністю чорні. D. marsupialis має гострі кігті, довгі вуса і, перш за все, голий чіпкий хвіст, який трохи більший ніж тіло. Самці трохи більші за самиць і мають більш довгі ікла. Довжина тіла 371 мм, довжина хвоста 395 мм.

## Стиль життя
Цей вид був досить добре вивчений у північній частині ареалу. Він веде нічний спосіб життя, деревний (хоча інші члени їхнього роду набагато більш деревні), і як правило, поодинокий, хоча два або більше особин можуть виникнути разом під час сезону розмноження. Вони починають свою повсякденну діяльність приблизно за годину до заходу сонця; однак, пік їхньої активності — з 11 вечора до 3 ранку. Мають різноманітну дієту, яка може змінюватися сезонно. Раціон включає безхребетних, хребетних, листя, фрукти, нектар і падло. Незалежно від сезону, безхребетні це головний компонент їхнього раціону, в тому числі хробаки, жуки і коники. Мають очевидний імунітет до отрути багатьох членів родини Vipiridae і можуть споживати гримучих змій. Самиці будують гніздо з листя в порожнині дерева або норі. Вони зазвичай живуть менше, ніж 2 роки. D. marsupialis часто стають жертвами зіткнень з автомобілями. Відомі хижаки: Leopardus pardalis, Puma yagouaroundi, Harpia harpyja. 
Розмір приплоду змінюється з широтою, і є малим близько екватора. Сезон розмноження також змінний залежно від широти. Вагітність триває  від 13 до 15 днів. У D. marsupialis полігінійна система спаровування, в якому самці конкурують за самиць репродуктивного віку. Еструс триває від 5 до 32 днів. Коли ресурси обмежені або недоступні ці тварини можуть не спаровуватись. Народжується від 2 до 20 нерозвинутих дитинчат, але самиці мають тільки 9 сосків. Новонароджені є крихітними, як правило завдовжки ~ 1 см і важать ~ 0,13 грама. Хоча вони надзвичайно слаборозвинені, новонароджені мають добре розвинені кігті на передніх ногах, які допомагають їм піднятися до сумки матері. Після того, вони залишаються прикріпленими до молочних залоз протягом приблизно 50 днів. Молодь перестає годуватись молоком і стає незалежною у віці від 90 до 125 днів, часто, коли фрукти в достатку.

## Загрози та охорона
Немає великих загроз для цього виду. У Суринамі його збирають для м'яса, яке незаконно вивозять у Французьку Гвіану. Цей вид зустрічається в багатьох охоронних територіях.